# Grouper
Grouper és el projecte en solitari de la música i artista Liz Harris. Després de publicar material de forma independent des del 2005, Harris va publicar l'aclamat i celebrat Dragging a Dead Deer Up a Hill (2008). A aquest, el van seguir quatre treballs més, incloent un àlbum conceptual de dues parts, A I A. El seu desè àlbum d'estudi, Ruins, va ser publicat el 31 d'octubre de 2014.
La música de Harris, descrita sovint com "etèrea" i "boirosa", sol consistir en capes de guitarres, cintes en bucle i veu Ha col·laborat amb altres artistes com Xiu Xiu, Lawrence English, i Jefre Cantu-Ledesma. Resideix a la Costa d'Oregon.

## Carrera musical
Harris va néixer al nord de Califòrnia i va créixer a l'àrea de la Badia de San Francisco i a Oregon.
El primer àlbum de Grouper va ser l'homònim Grouper, autopublicat el 2005 en format CD-R. El va seguir, aquell mateix any, Way Their Crept, editat per la discogràfica Free Porcupine (i reeditat el 2007 amb Type Records). El 2006 va publicar el single He Knows, l'àlbum Wide i la col·laboració amb Xiu Xiu, titulada Creepshow.
A principis del 2012, Grouper va dur pel Regne Unit i Europa el projecte Violet Replacement, dos peces llargues fetes a partir del collage de cintes que havia preparat per a uns espectacles becats a Nova York i Berkeley.
El febrer de 2012, Grouper va estrenar Circular Veil al Festival Club Transmedial de Berlín. Es tractava d'un projecte en col·laboració amb Jefre Cantu-Ledesma que consistia en set hores de música, dissenyades per imitar un cicle de son sencer[4].
El 2013 va publicar The Man Who Died in His Boat, un àlbum que consta de peces i primers esbossos descartats en treballs anteriors.
El treball d'estudi més recent de Grouper, titulat Ruins, va ser publicar el 31 d'octubre de 2014. La major part de l'àlbum va ser enregistrat a Aljezur, Portugal el 2011, mentre Harris participava en unes residències organitzades per la Galeria Zé dos Bois.

## Àlbums
- Grouper, CD-R (2005)
- Way Their Crept, CD (2005), i reeditat en vinil 12" (2007)
- Wide, CD i vinil de 12" (2006)
- Cover the Windows and the Walls, vinil de 12" (2007), reeditada en CD i vinil d'edició limitada (2009)
- Dragging a Dead Deer Up a Hill, CD i vinil de 12" (2008), reeditat en CD i vinil per Kranky Records (2013)
- A I A: Dream Loss and Alien Observer, dos vinils de 12" (2011)
- Violet Replacement (2012)
- The Man Who Died in His Boat (2013)
- Ruins (2014)

## EPs i senzills
- He Knows, CD-R (2006), reeditat en vinil 7"(2009)
- Tried, vinil 7" (2007)
- Hold/Sick, vinil 7"(2010)
- Water People, vinil 7" (2011)

## Col·laboracions
- Creepshow, CD i LP. Col·laboració amb la banda Xiu Xiu sota el nom "Xiu Xiu vs. Mero" (2006)
- Eckords. Col·laboració amb Jorge Behringer sota el pseudònim "Flash Lights" (2006)
- Visitor, LP. Col·laboració amb Ilyas Ahmed.
- Foreign Body, vinil i CD. Col·laboració amb Tiny Vipers sota el nom d'artista "Mirrorring" (2012)
- Slow Walkers, vinil. Col·laboració amb Lawrence English sota el nom d'artista "Slow Walkers" (2013)
- The Event of Your Leaving, vinil. Col·laboració amb Jefre Cantu-Ledesma sota el nom d'artista "Raum" (2013)
- Void I Black Wasp, vinil. Col·laboració amb The Bug (2014)

## Publicacions Split
- w/Inca Ore, Casset (2007), reeditada en CD i Vinil 12" (2008)
- w/City Center, Vinil de Gira (2008)
- w/Pumice, Vinil de Gira (2009)
- w/Roy Montgomery, Vinil (2009)
- Tsuki No Seika: Volume One w/Xela, Vinil (2009)[4]